# Maximilian Hildebrandt
Maximilian Hildebrandt (* 1989 in Berlin) ist ein deutscher Schauspieler.

## Leben
Maximilian Hildebrandt absolvierte sein Schauspielstudium er von 2015 bis 2019 an der Hochschule für Schauspielkunst Ernst Busch in Berlin. Erste Bühnenerfahrungen machte Hildebrandt im bat-Studiotheater.
Während seines Studiums gastierte er bereits an der Volksbühne Berlin als Pjotr Iwanowitsch Suslow in Sommergäste von Maxim Gorki (2016) und als Graf von Kent in König Lear (2017).
Seit 2017 spielt er, unter der Regie von Kieran Joel, am Theater im Bauturm in Köln gemeinsam mit Felix Witzlau in den Erfolgsproduktionen Don Quijote und Moby Dick. Joel, Hildebrandt und Witzlau wurden vom Kölner Stadt-Anzeiger als das „neue Kölner Theater-Traumtrio“ gefeiert.
In der Spielzeit 2018/19 gastierte Hildebrandt am Theater Lübeck als Räuberjunge Birk in Ronja Räubertochter und in den Rollen „Der Baron mit dem Trauerflor“/„Joachim der tollkühne Lebensretter“ in Glaube Liebe Hoffnung.
Hildebrandt stand als Darsteller auch für verschiedene Kino- und Fernsehproduktionen vor der Kamera.
In Thomas Moritz Helms Filmkomödie über eine Dreierbeziehungs Heute oder morgen (2019) spielte er als männlicher Teil eines Berliner Paares, das sich für Sex zu dritt gern an Fremde ranmacht, eine der Hauptrollen. In der 15. Staffel der ZDF-Serie Notruf Hafenkante (2020) übernahm Hildebrandt eine der Episodenhauptrollen als tatverdächtiger Agent und Manager einer aufstrebenden jungen Pianistin (Valerie Stoll). In der 3. Staffel der ZDF-Serie SOKO Potsdam (2021) hatte Hildebrandt eine Episodenrolle als Apothekengehilfe Timo Wohlert, der sich an seinem Chef rächen will. Im zweiten Film der ZDF-„Herzkino“-Fernsehreihe der Saison 2020/21 spielte Hildebrandt in der Rosamunde-Pilcher-Verfilmung Herzensläufe (Erstausstrahlung: September 2021) eine der Hauptrollen als charmanter Surfer Matt Christian und als Sohn einer Spirituosen-Dynastie.
Hildebrandt lebt in Berlin und London.

## Filmografie (Auswahl)
- 2017: SOKO Leipzig: Chefsache (Fernsehserie, eine Folge)
- 2018: Nachtfalter (Kurzfilm)
- 2018: Tatverdacht: Team Frankfurt ermittelt: Wehrlos (Fernsehserie, eine Folge)
- 2019: Heute oder morgen (Kinofilm)
- 2020: Notruf Hafenkante: Die große Chance (Fernsehserie, eine Folge)
- 2020: Jackpot
- 2021: SOKO Potsdam: Verlust (Fernsehserie, eine Folge)
- 2021: Rosamunde Pilcher: Herzensläufe (Fernsehreihe)
- 2022: Wunderschön (Kinofilm)